# Dmytro Kossynskyj
Dmytro Wolodymyrowytsch Kossynskyj (ukrainisch Дмитро Володимирович Косинський, international nach englischer Umschrift Dmytro Kosynskyy; * 31. März 1989 in Malyn, Ukrainische SSR) ist ein ukrainischer Speerwerfer.

## Karriere
Dmytro Kossynskyj nahm bei den Leichtathletik-Juniorenweltmeisterschaften 2008 im polnischen Bydgoszcz erstmals an einem bedeutenderen internationalen Wettbewerb teil, den er mit erzielten 69,59 m auf dem siebten Platz beendete.
Zwei Jahre später warf Kossynskyj den Speer bei den Leichtathletik-Europameisterschaften 2010 in Barcelona 73,26 m weit, womit er sich jedoch lediglich auf Rang zwölf positionieren konnte.
Nachdem er zuvor beim Winterwurf-Europacup 2011 in der bulgarischen Hauptstadt Sofia mit 79,90 m im U23-Wettkampf als Zweiter erfolgreich gewesen war, trat Kossynskyj noch im gleichen Jahr sowohl bei der Leichtathletik-Team-Europameisterschaft in Stockholm, Schweden, als auch bei den Leichtathletik-U23-Europameisterschaften in Ostrava, Tschechien, an, wurde jedoch kurz darauf aufgrund eines als positiv gewerteten Dopingtestes, der bei der Team-Europameisterschaft erfolgt war, nachträglich von beiden Veranstaltungen disqualifiziert und ab dem 19. August desselben Jahres für einen Zeitraum von zwei Jahren gesperrt.
Nach Ablauf seiner Sperre war Kossynskyj 2014 zunächst beim Winterwurf-Europacup im portugiesischen Leiria wieder aktiv, wo er mit 77,61 m Neunter wurde. Fünf Monate später schied Kossynskyj bei den Leichtathletik-Europameisterschaften in Zürich mit 71,90 m bereits in der Qualifikation aus.
2016 scheiterte Kossynskyj bei den Leichtathletik-Europameisterschaften in Amsterdam mit 79,21 m ebenfalls im Vorausscheid, ehe er sich nur Wochen danach bei den Olympischen Sommerspielen in Rio de Janeiro mit einer persönlichen Bestleistung von 83,95 m Platz fünf sicherte.
Kossynskyj durfte sich in seiner Laufbahn bislang viermal als Ukrainischer Meister im Speerwurf feiern lassen. So gewann er 2010 (76,16 m) sowie 2014 (78,04 m), 2015 (79,00 m) und 2016 (81,10 m).